# Oppe Quiñónez
Oppe Quiñónez (Paraguay; 25 de marzo de 1933 – 21 de noviembre de 2019) fue un futbolista de Paraguay que jugó en la posición de delantero centro.

## Carrera

### Club
| Periodo   | Club                 |
| --------- | -------------------- |
| 1955-1962 | Nacional de Paraguay |
| 1963-1966 | Club Guaraní         |

### Selección nacional
Jugó para Paraguay en 7 ocasiones de 1955 a 1966 y anotó un gol, el cual fue en la Copa América 1963 en la victoria por 3-1 sobre Ecuador, donde logró el subcampeonato.

## Logros
- Primera División de Paraguay (1): 1964